# Open Europese kampioenschappen powerlifting 2012
De Open Europese kampioenschappen powerlifting 2012 waren door de European Powerlifting Federation (EPF) georganiseerde kampioenschappen voor powerlifters. De 35e editie van de Europese kampioenschappen vond plaats in de Oekraïense stad Marioepol van 8 tot en met 12 mei 2012.

## Uitslagen

### Heren
| klasse  | Goud                    | Zilver              | Brons              |
| ------- | ----------------------- | ------------------- | ------------------ |
| -59 kg  | Alexander Kolbin        | Sergii Antoniuk     | Dariusz Wszola     |
| -66 kg  | Konstantin Danilov      | Hassan El Belghiti  | Anton Karachentsev |
| -74 kg  | Jaroslaw Olech          | Dmitry Makarov      | Anatolii Goriachok |
| -83 kg  | Robert Palmer           | Todor Vasilev       | Eduard Tepper      |
| -93 kg  | Sergey Mashintsov       | Margus Silbaum      | Pjotr van den Hoek |
| -105 kg | Anibal Coimbra          | Andrey Shurbenkov   | Dmytro Semenenko   |
| -120 kg | Oleksiy Rokochiy        | Ivaylo Hristov      | Igor Gagin         |
| +120 kg | Carl Yngvar Christensen | Volodymyr Svistunov | Kenneth Sandvik    |

### Dames
| klasse | Goud                | Zilver               | Brons               |
| ------ | ------------------- | -------------------- | ------------------- |
| -47 kg | Valentina Vermenyuk | Anastasya Strufa     | Tamara Stienkova    |
| -52 kg | Anna Komlaeva       | Sanna Apuli          | Miia Liimatainen    |
| -57 kg | Anastasia Petrova   | Mariya Chepil        | Linda Hoiland       |
| -63 kg | Maria Dubenskaya    | Antonietta Orsini    | Anni Vuohijoki      |
| -72 kg | Antonina Knyazeva   | Ankie Timmers        | Annette Pedersen    |
| -84 kg | Ielja Strik         | Valeria Timoshchuk   | Heidi Hille Arnesen |
| +84 kg | Olga Gemaletdinova  | Brenda Van de Meulen | Magdalena Bialek    |